# Poljska hokejska reprezentanca
Poljska hokejska reprezentanca je bila nekdaj ena boljših državnih hokejskih reprezentanc na svetu, saj je na Evropskih prvenstvih osvojila eno srebrno medaljo, v zadnjih desetletjih pa na Svetovnih prvenstvih večinoma igra v skupini B oz. 1. diviziji. 